# Hexentanzplatz

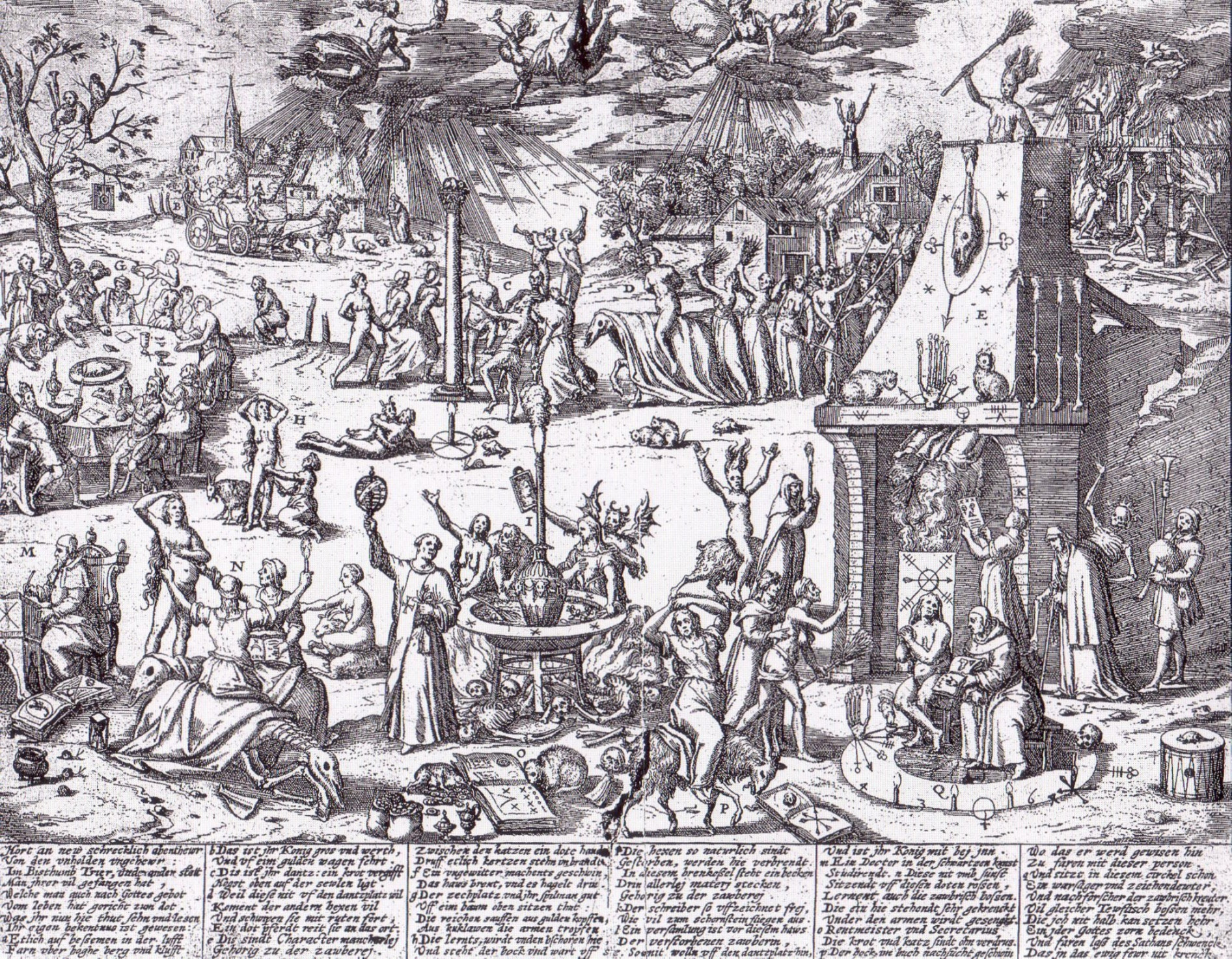
Treiben auf dem Trierer Hexentanzplatz (Flugblatt 1594)

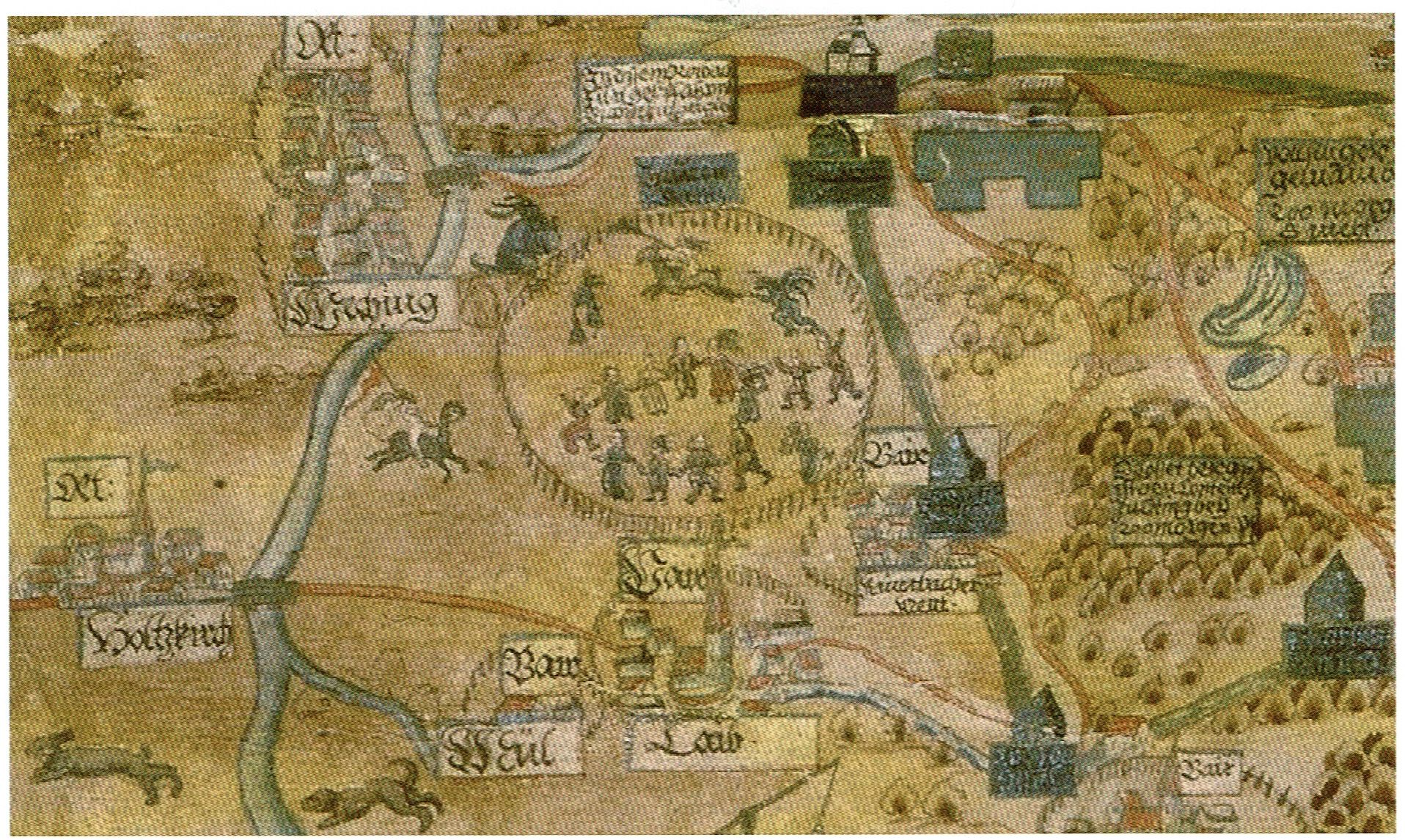
Darstellung eines Hexentanzplatzes auf einer um 1570 entstandenen Karte der Grafschaft Graisberg

Als Hexentanzplatz oder Teufelstanzplatz wurden in der Zeit der Hexenverfolgungen viele Örtlichkeiten in Europa bezeichnet, an denen sich die Angeklagten in den Hexenprozessen angeblich zu geheimen Hexenversammlungen getroffen haben sollen, zum Beispiel zum Hexensabbat in der Walpurgisnacht. Man glaubte, dass sich dort Zauberer beziehungsweise Hexen mit dem Teufel auf den so bezeichneten Bergen oder Flurstücken versammelt hätten.
Die Richter forderten in den Hexenprozessen von den Angeklagten die genaue Aufzählung der besuchten Teufelstanzplätze (also einen genauen Ort der Teilnahme am Hexensabbat) und eine Besagung (Denunziation) der Namen weiterer Teilnehmer der Treffen. Auch diese denunzierten Menschen wurden dann verhaftet und angeklagt, und es kam zu den sogenannten Kettenprozessen mit vielen Hinrichtungen.

## Hexentanzplätze
Von den Hunderten angeblicher Hexentanzplätze seien als Beispiele genannt:
- Im Harz die Felserhebung Hexentanzplatz bei Thale, der Berg Brocken und der Hexentanzplatz (auch Ellrichblick) bei Walkenried.
- Im Jahr 1597 wurde Anna Dietrich beschuldigt, sie sei auf dem Hexentanzplatz Kesslertanz bei Rinderbügen in Hessen gewesen.
- Peter Essenkemper gestand im Jahr 1631 unter der Folter, er habe elf Tanzplätze in und bei Menden in Westfalen besucht. Die genannten Versammlungsplätze in den Mendener Prozessen finden sich an Mendener Lokalitäten („am hohen Graben am Kreuzweg“), am Romberg (Rodenberg), am untersten Stein bei Hemers Garten, „uf dem Brocke in Oesbern“, auf dem Kirchhofe in Schwitten, in Boinkhausen, in Holthausen (Holzen), „auf der Heide“ in Wimbern, in Balve, „uf dem Dieke“ bei Fröndenberg, „auf der Lehmkuhlen“ bei Unna und viele andere mehr.

- Dietrich Flade gestand 1589 unter Folter, mehrfach auf dem Hexentanzplatz bei Hetzerath gewesen zu sein. Einen weiteren großen Treffpunkt für Hexen in der Nähe von Trier stellte gemäß den Benrather Prozessen der Dreikopf dar.
- Im Nockalmgebiet im Salzburger Land (Österreich) der Hexentanzplatz auf der Klölingnock.
- Die „Hexmatt“ in Pratteln (Basel-Landschaft/Schweiz)